# Sobiesław II gdański
Sobiesław II (zm. między 1217 a 1223) – książę z dynastii Sobiesławiców. Syn Sambora I (zm. 1207)
Po śmierci ojca nie objął namiestnictwa gdańskiego, Władysław Laskonogi na to stanowisko ustanowił jego stryja Mściwoja I. Po ojcu otrzymał majątki ziemskie, które w większości nadał na rzecz klasztoru oliwskiego. Były to druga część Rumi i Starzyna, wsie Żarnowiec, Przybrody, Wadzino (dziś Mezowo), Dzierżążno, Ostrzyce, Pławno (dziś Chmielonko), Skowarcz.
Zmarł według nekrologu oliwskiego 28 grudnia 1217; biorąc pod uwagę ograniczone zaufanie do nekrologów klasztornych przyjmuje się datę pomiędzy 1217 a 1223.